# Chronique de Morigny
 (juin 2024).
La mise en forme du texte ne suit pas les recommandations de Wikipédia : il faut le « wikifier ».
Les points d'amélioration suivants sont les cas les plus fréquents. Le détail des points à revoir est peut-être précisé sur la page de discussion.
- Les titres sont pré-formatés par le logiciel. Ils ne sont ni en capitales, ni en gras.
- Le texte ne doit pas être écrit en capitales (les noms de famille non plus), ni en gras, ni en italique, ni en « petit »…
- Le gras n'est utilisé que pour surligner le titre de l'article dans l'introduction, une seule fois.
- L'italique est rarement utilisé : mots en langue étrangère, titres d'œuvres, noms de bateaux, etc.
- Les citations ne sont pas en italique mais en corps de texte normal. Elles sont entourées par des guillemets français : « et ».
- Les listes à puces sont à éviter, des paragraphes rédigés étant largement préférés. Les tableaux sont à réserver à la présentation de données structurées (résultats, etc.).
- Les appels de note de bas de page (petits chiffres en exposant, introduits par l'outil «  Source ») sont à placer entre la fin de phrase et le point final[comme ça].
- Les liens internes (vers d'autres articles de Wikipédia) sont à choisir avec parcimonie. Créez des liens vers des articles approfondissant le sujet. Les termes génériques sans rapport avec le sujet sont à éviter, ainsi que les répétitions de liens vers un même terme.
- Les liens externes sont à placer uniquement dans une section « Liens externes », à la fin de l'article. Ces liens sont à choisir avec parcimonie suivant les règles définies. Si un lien sert de source à l'article, son insertion dans le texte est à faire par les notes de bas de page.
- La présentation des références doit suivre les conventions bibliographiques. Il est recommandé d'utiliser les modèles {{Ouvrage}}, {{Chapitre}}, {{Article}}, {{Lien web}} et/ou {{Bibliographie}}. Le mode d'édition visuel peut mettre en forme automatiquement les références.
- Insérer une infobox (cadre d'informations à droite) n'est pas obligatoire pour parachever la mise en page.

Pour une aide détaillée, merci de consulter Aide:Wikification.
Si vous pensez que ces points ont été résolus, vous pouvez retirer ce bandeau et améliorer la mise en forme d'un autre article.
La Chronique de Morigny, comme on appelle généralement cette source depuis le XVIe siècle où elle a commencé d'être signalée et utilisée par divers historiens, est une série de trois récits composés successivement par trois moines distincts de l'abbaye de la Sainte-Trinité de Morigny dans la première moitié du XIIe siècle.

## Présentation
Cette source ne nous a été conservée que par une seule copie du tout début du XIIIe siècle aujourd'hui conservée à la Bibliothèque Vaticane sous la cote Reg. Lat. 622.
Son texte latin a connu trois éditions successives. La première, par le grand André Duchesne, très ancienne, remonte à 1641. La seconde, par Léon Mirot, parue en 1909, a été alors déclarée "complètement ratée" par Oswald Holder-Egger, ainsi que par Louis Halphen. Elle n'a été que partiellement améliorée par une réédition en catastrophe publiée en 1912. Enfin, une troisième édition de cette source, d'après le manuscrit du Vatican et d'autres sources permettant de compléter ses lacunes, a été publiée par Bernard Gineste en 2024, présentant, en regard du texte latin, sa toute première traduction complète en français.
À l'origine, le récit continu de ces trois chroniqueurs couvrait toute la période allant des environs de 1060 à 1148. Malheureusement la plus grande partie du premier livre, qui couvrait tout le long règne de Philippe Ier, a été perdu, et nous n'avons plus que sa conclusion. Dans son état actuel, la Chronique ne couvre plus que le règne entier de Louis VI et le début de celui de Louis VII jusqu'à son retour piteux de la deuxième croisade.

## Composition

### LivreIerou Chronique de Thiou
Le premier livre est dû à un moine qui fut élevé dès son enfance dans le monastère, Thiou de Morigny. Il a été composé vers 1107.
Il couvrait dans son état d'origine toute la préhistoire et l'histoire du monastère depuis l'installation de moines de Fly à Étréchy un peu avant 1060 jusqu'en l'an 1107 environ, une génération après l'installation de ces moines à Morigny.
Il est malheureusement presque entièrement perdu parce qu'un ou deux cahiers de parchemins ont été arrachés ou se sont détachés du codex du Vatican à une date indéterminée antérieure au XVIe siècle.
On n'en a conservé que la conclusion moralisante, suivie de deux annexes.
La première récapitule les donations de domaines dont a bénéficié le monastère depuis les origines jusqu'en 1107 environ.
La deuxième raconte l'activité méritoire du moine Baudouin, qui semble-t-il vient de mourir après avoir mis en valeur le domaine de Maisons-en-Beauce. L'auteur demande les prières du lecteur pour ce défunt, ainsi que pour tous les bienfaiteurs passés et présent du monastère, y compris pour Thiou lui-même, qui se déclare l'auteur, et qui a également corrigé une bonne partie des manuscrits de la bibliothèque.

#### Résumé du livre I
25. Leçon à tirer des troubles survenus sous l'abbé Renaud. - 26. Synthèse des donations reçues jusqu'ici. - 27. Acquisition et mise en valeur de Maisons-en-Beauce. - 28. Autoportrait de Thiou.

### Livre II ou Chronique de Thomas
Le deuxième livre de la Chronique de Morigny est dû au troisième abbé de Morigny, Thomas de Morigny, comme l'a démontré  l'érudit allemand Karl Hampe dès 1898, d'une manière irréfutable, ainsi que l'a reconnu aussitôt Auguste Molinier au tome II de ses Sources de l'Histoire de France.
Il a été composé d'une traite par Thomas à son retour du concile de Reims de 1131.
Il poursuit le récit de Thiou depuis l'an 1108 jusqu'en 1131. Ce récit a donc un caractère autobiographique très prononcé, bien que l'auteur s'exprime à la troisième personne du singulier, comme Jules César.

#### Résumé du livre II
- 29. Bref résumé de l'histoire de l’Église (33-1060)
- 30. Bref résumé de l'histoire de l'Église de France (511-1060)
- 31. L'abbaye jusqu'à la mort du roi Philippe (1060-1108)
- 32. L'abbaye au début du règne de Louis VI (1108-1110)
- 33. Élection de Thomas, dans une période de disette (début janvier 1111)
- 34. Premiers succès de l'abbé Thomas (1111)
- 35. Mise en valeur du domaine de Bléville (de 1111 à 1130 environ)
- 36. Renouvellement de la donation royale des Gués d'Étampes (1112)
- 37. Motivations et décision du roi (1112)
- 38. Sort réservé aux chanoines (1112)
- 39. Certification (1112)
- 40. Liste des derniers chanoines (1112)
- 41. Réticences du nouvel archevêque Daimbert (1112)
- 42. Diplôme de Daimbert (janvier 1113)
- 43. Entérinement de la donation par le pape Pascal II (printemps 1113)
- 44. Autres acquisitions (vers 1110-1117)
- 45. Droit de tenir une foire (entre la fin mars et le 2 août 1117)
- 46. Donations, origines et attitude du vicomte Guy (1111-1118)
- 47. Menaces pesant sur le royaume (1106-1118)
- 48. Assassinat de Milon de Montlhéry par Hugues de Crécy (1119)
- 49. L'indignation réunit les esprits jusqu’alors divisés (1119)
- 50. Les ennemis du roi eux-mêmes demandent la paix (1119-1120)
- 51. Venue et mort en France du pape Gélase II (1119)
- 52. Élection à Cluny de son successeur Calixte II (1er févr. 1119)
- 53. Profit tiré par Thomas de son ambassade (printemps 1119)
- 54. Le roi et l'archevêque désapprouvent Thomas (vers juillet 1119)
- 55. Résumé ironique de la lettre de Daimbert (vers juillet 1119)
- 56. Contre-arguments de Thomas (vers juillet 1119)
- 57. Comment le roi aussi fut ramené à la raison (août 1119)
- 58. Projet d'un passage de Calixte II à Morigny (septembre 1119)
- 59. Rebondissements et manœuvres de Thomas (septembre 1119)
- 60. Calixte II consacre le nouvel autel de Morigny (3 octobre 1119)
- 61. Les chanoines se plaignent de Thomas au pape (fin novembre 1119)
- 62. Traversée du Gâtinais par le pape, le roi et l'abbé (début décembre)
- 63. Manœuvre frauduleuse des chanoines (décembre 1119)
- 64. Thomas demande son aide au cardinal Chrysogone (mars 1120)
- 65. Il lui expose le scandale en cours (mars 1120)
- 66. Il lui expose ses arguments et le presse d'agir (mars 1120)
- 67. Les chanoines d'Étampes sont désavoués par le pape (1120)
- 68. Thomas obtient du roi qu'il protège les biens de l'abbaye (1120)
- 69. Motivation de la générosité royale (1120, après le 3 août)
- 70. Statut des moines, de leurs tenanciers et de leurs serfs (1120)
- 71. Donations à venir de vassaux du roi (1120)
- 72. Donations de Louis VII (1120)
- 73. Liste des biens de l'abbaye désormais protégés (1120)
- 74. Formules de certification du diplôme royal (1120)
- 75. Hostilité diabolique des officiers étampois (1120)
- 76. Donations de Thion près de l'abbaye (vers 1120)
- 77. Instaurations de confréries (vers 1120)
- 78. Entrée en possession mouvementée de Gommerville (avant 1120)
- 79. Acquisition progressive de Bissay (avant 1120)
- 80. Donations plus modestes
- 81. Comment furent réglés des scrupules de simonie (octobre 1120)
- 82. Un adversaire: le sénéchal Étienne de Garlande (1120-1128)
- 83. Entrée en possession des Gués d'Étampes (entre 1120 et 1125)
- 84. Les moines de Morigny accusés de pédérastie (mi-avril 1129)
- 85. Retournement de situation lors du procès de Poissy (mai 1129)
- 86. La cupidité du roi complique la situation (mai 1129)
- 87. Éloge du prieur Garin et souvenirs de jeunesse (vers 1079-1129)
- 88. Retour à la prospérité (juin 1129)
- 89. Institutions d'anniversaires (2 juin 1129)
- 90. Élection précipitée du pape Innocent II (14 février 1130)
- 91. Origines et élection de l'antipape Anaclet II (v.1050-1130)
- 93. Innocent II décide de faire étape à Morigny (janvier 1131)
- 94. Séjour du pape à Morigny (19-20 janvier 1131)
- 95. Suite du voyage d'Innocent II (1131)
- 96. Mort du prince héritier Philippe (13-14 octobre 1131)
- 97. Émoi général provoqué par cet accident étrange (octobre 1131)
- 98. Comment le pape consola le roi de son deuil (24 octobre 1131)
- 99. Sacre du futur Louis VII en plein concile (25 octobre 1131)
- 100. Soumission de quatre rois au nouveau pape (26 octobre 1131)
- 101. Intervention des Chartreux (octobre 1131)
- 102. Situation du diocèse de Grenoble (octobre 1131)
- 103. Le schisme d'Anaclet est diabolique (octobre 1131)
- 104. Grandeur et rôle de la papauté (octobre 1131).

### Livre III ou Chronique de Garin
Le troisième livre de cette chronique est dû au prieur de Morigny Garin le Blanc, ami d'enfance et prieur de l'abbé Thomas de Morigny, comme l'a démontré Bernard Gineste en 2014.
Il a été composé en l'an 1149.
Il poursuit d'une traite le récit de Thomas depuis l'an 1131 jusqu'en l'an 1148. Sa première partie traite de la suite de l'abbatiat de Thomas de 1131 à 1140 et des difficultés qui furent occasionnées par sa soudaine défection. La deuxième partie raconte plus sommairement les abbatiats de ses deux premiers successeurs, Macaire (1140-1144)  et Thouin (1144-1148).

#### Résumé du livre III
- 105. Leçons à tirer de la vie de Moïse
- 106. Leçons à tirer de la vie de l'abbé Thomas
- 107. Mort du duc d'Aquitaine (9 avril 1137)
- 108. Mariage de Louis le Jeune avec sa fille (25 juillet 1137)
- 109. Mort du roi Louis VI le Gros (1er août 1137)
- 110. Avènement de Louis VII (août 1137)
- 111. Suites du schisme (1131-1134)
- 112. Rôle de l'évêque d'Angoulême (1130-1139)
- 113. Deuxième concile du Latran (4-11 avril 1139)
- 114. Innocent III fait le bilan du schisme (4 avril 1139)
- 115. Innocent annonce une purge radicale de l'Église (4 avril 1139)
- 116. Mise en œuvre brutale de ce programme (1139)
- 117. Dépression et défection de l'abbé Thomas (1139-1140)
- 118. L'autorité royale s'immisce dans le monastère (1140)
- 119. Interdiction de toute élection par l'archevêque Henri (1140)
- 120. Garin prend de cours le roi en faisant élire Macaire (1140)
- 121. L'archevêque exige une démission formelle de Thomas (1140)
- 122. L'archevêque exige une nouvelle élection (1140)
- 123. L'archevêque valide enfin l'élection de Macaire (1140)
- 124. On finit par expulser les derniers chanoines (1141)
- 125. Innocent II frappe le domaine royal d’interdit (1141)
- 126. Bilan de l'abbatiat de Macaire, transféré à Fleury (1144)
- 127. Abbatiat et réalisations de Thouin (1144-1148)
- 128. Nouvelle croisade décidée à Vézelay (31 mars 1146)
- 129. Discours de Louis VII (31 mars 1146, jour de Pâques)
- 130. Organisation de la croisade (février 1147)
- 131. Eugène III vient en France et appuie la croisade (1147-1148)
- 132. Échec de la croisade (1148-avril 1149)
- 133. Mort de l'abbé Thouin (1148).

## Importance historique de cette source
La Chronique de Morigny est signalée par de nombreux historiens comme une source très importante pour notre connaissance de la première moitié du XIIe siècle.
Voici par exemple Achille Luchaire, dans sa synthèse sur le règne de Louis VI publiée en 1890 la compare ainsi à la très célèbre Vie de Louis le Gros composée par Suger abbé de Saint-Denis: 

« L'abbé de Saint-Denis nous fait presque exclusivement connaître, dans un récit dénué d'indications chronologiques, les principaux incidents de la vie militaire et extérieure de Louis le Gros. C'est ce qui rend d'autant plus précieuse la Chronique écrite au monastère de Morigni (Morigny), près d'Étampes. Bien que nous ne la possédions que mutilée, (...), elle est pour nous d'une très haute importance, parce qu'elle nous renseigne sur l'histoire intime du palais et des intrigues de cour pendant une grande partie du règne. Autant qu'on peut en juger par le rapprochement avec les autres sources et notamment avec les sources diplomatiques, le récit de Téoul (Thiou) et de ses continuateurs, au point de vue de l'exactitude chronologique et historique, ne laisse rien à désirer. La partialité des auteurs pour leur abbaye et contre le chapitre de Notre-Dame d'Étampes est évidente: ils sont hostiles à Étienne de Garlande et à Algrin d'Étampes, protecteurs des chanoines, mais leur récit, et notamment les détails relatifs à Louis le Gros, à la reine Adélaïde et à leurs fils, ainsi qu'aux principaux évènements de l'histoire ecclésiastique du temps, portent avec eux le cachet de la vérité. »

De même l'historien allemand Karl Hampe en 1898:

« Le Chronicon Mauriniacense est précieux non seulement pour l'histoire française, mais aussi pour l'histoire générale de la première moitié du XIIe siècle. »

De même Auguste Molinier dans ses Sources de l'Histoire de France parues en 1901:

« Chronicon Mauriniacense (Morigny, au dioc. de Sens, près d'Étampes). En trois livres, dont le premier et le troisième sont en partie perdus. (...)  Le tout est de haute valeur pour les règnes de Louis VI et de Louis VII. »

Léon Mirot, dans l'édition qu'il en donne en 1909:

« L'ouvrage (...) comprend trois parties, dues à trois auteurs; inégales par l'étendue du récit, par l'art de la composition, elles ont toutes une valeur historique considérable, qui en fait une source de premier ordre pour le règne de Louis VI et pour celui de Louis VII jusqu'en 1148. (...) De l'exposé qui vient d'être fait des diverses parties dont se compose le Chronicon Mauriniacense, il se dégage nettement que cet ouvrage est l'une des sources les plus véridiques et par suite des plus importantes pour l'histoire de la première moitié du XIIe siècle. »

La Britannique Constance Brittain Bouchard en 2006:

« Plusieurs chroniques monastiques de la première moitié du XIIe siècle dans le nord de la France nous renseignent en grande partie sur les événements politiques et la vie monastique de l'époque: les chroniques de Suger, d'Orderic Vital, de Guibert de Nogent, d'Hériman de Tournai et de Galbert de Bruges. La Chronique de Morigny est à mettre dans le même panier, mais elle est beaucoup moins bien connue. »

## Sources
- (la) André Duchesne, « Chronicon Morigniacensis monasterii, ab anno Christi MCVIII usque ad annum MCLVII, quo rex Ludovicus VII in Terram Sanctam profectus est, auctoribus Teulfo et aliis ejusdem loci monachis, ex bibliotheca viri clar. Alexandri Petavii, senatoris Parisiensis », dans Historiae Francorum scriptores coaetanei, t. 4, Paris, Cramoisy, 1641, p. 359-389 (texte latin seul).
- Léon Mirot, La chronique de Morigny (1095-1152), Paris, Librairie Alphonse Picard et fils, 1909 (lire en ligne [PDF]) (texte latin seul et assez fautif, un peu amélioré dans une réédition de 1912).
- (en) Richard Cusimano, A Translation of the Chronicle of the Abbey of Morigny, France, C. 1100-1150, New York, Edwin Mellen Press, 2003 (reprise sans aucune amélioration du texte de l'édition Mirot, avec une traduction anglaise en regard).
- Bernard Gineste, Chroniques de Morigny (1060-1150) : éditées, complétées, traduites du latin et annotées, Chamarande, SHAEH, coll. « Mémoires et documents » (no 26), 2024, 525 p., 24 cm sur 15 (ISBN 978-2-9593957-0-3) (texte revu sur le manuscrit, complété par celui des chartes dont le copiste l'avait amputé, avec, en annexe, une cinquantaine de documents contemporains).